# Североисточни регион
Североисточни статистички регион јесте једна од 8 статистичких региона Северне Македоније. Управно средиште области је град Куманово.

## Положај
Североисточни статистички регион се налази у североисточном делу земље и има државну границу на северу са Србијом и на истоку са Бугарском. Са других страна област се граничи са другим областима:
- југ — Источни регион
- запад — Скопски регион

## Историја
Током средњовековног раздобља, на овом подручју се смењивала византијска, бугарска и српска власт. Након распада Српског царства (1371), ова област улази у састав државе Дејановића, а након погибије Константина Дејановића (1395) читаву област заузимају Турци. Након ослобођења од турске власти (1912), ово подручје улази у састав Краљевине Србије. За време Првог светског рата, бугарска војска је починила бројне злочине над становништвом ове области. Након ослобођења (1918) и стварања Краљевине СХС (Југославије), ово подручје је 1929. године ушло у састав Вардарске бановине. За време Другог светског рата, бугарска окупаторска војска је поново починила бројне злочине над становништвом ове области. Након ослобођења (1944), област је ушла у састав новостворене југословенске федералне јединице Македоније.

## Општине
- Општина Кратово
- Општина Крива Паланка
- Општина Куманово
- Општина Липково
- Општина Ранковце
- Општина Старо Нагоричане

## Становништво
Североисточни статистички регион имао је по последњем попису из 2002. г. 172.787 становника, од чега у самом граду Куманову 70.842 ст.
Кретање броја становника:
| Година пописа | Становништво | Промена |
| ------------- | ------------ | ------- |
| 1994.         | 163.841      | н/п     |
| 2002.         | 172.787      | +5,46%  |

Према народности састав становништва био је 2002. године следећи:
|           | Број    | Постотак |
| Укупно    | 173.814 | 100%     |
| Македонци | 102.108 | 58,74%   |
| Албанци   | 53.650  | 30,86%   |
| Срби      | 10.479  | 6,02%    |
| Роми      | 5.132   | 2,95%    |
| остали    | 2.445   | 1,40%    |